# Montoito

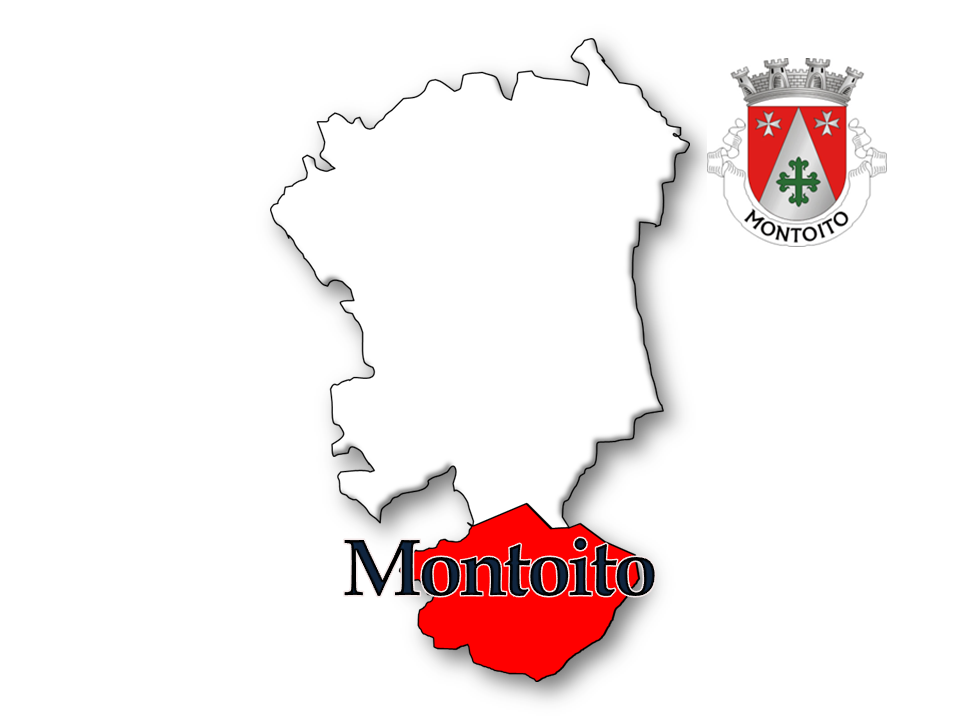
Localização da Freguesia de Montoito no Município de Redondo

Montoito é uma povoação portuguesa sede da Freguesia de Montoito do Município de Redondo, freguesia com 61,71 km² de área e 1029 habitantes (censo de 2021), tendo, por isso, uma densidade populacional de 16,7 hab./km².
Foi fundada em 1270 e foi sede de concelho entre 1517 e o início do século XIX. Este era constituído por uma freguesia e tinha 704 habitantes em 1801. Montoito detém a categoria de vila.
Nesta vila existem duas igrejas: a igreja matriz de Nossa Senhora da Assunção, situada no extremo sul da localidade, pegada ao cemitério, e a igreja do Espírito Santo que está no centro da povoação, desconhecendo-se igualmente a altura em que foi construída. Situado numa das praças (o coreto) – 9 de abril – houve um hospício anexo com “a roda dos enjeitados”, dependente da Ordem de Malta que funcionava como Misericórdia, e que está perpetuado no nome da travessa onde existiu: Travessa do Hospital.
Foi uma antiga comenda da Ordem do Hospital de São João de Jerusalém, de Rodes e de Malta, ou apenas Ordem de Malta, como hoje se denomina. Razão pela qual o brasão autárquico ostenta a cruz da referida Ordem.

## Demografia
A população registada nos censos foi:
| Distribuição da População por Grupos Etários | Distribuição da População por Grupos Etários | Distribuição da População por Grupos Etários | Distribuição da População por Grupos Etários | Distribuição da População por Grupos Etários |
| -------------------------------------------- | -------------------------------------------- | -------------------------------------------- | -------------------------------------------- | -------------------------------------------- |
| Ano                                          | 0-14 Anos                                    | 15-24 Anos                                   | 25-64 Anos                                   | > 65 Anos                                    |
| 2001                                         | 138                                          | 151                                          | 528                                          | 456                                          |
| 2011                                         | 154                                          | 129                                          | 562                                          | 453                                          |
| 2021                                         | 117                                          | 86                                           | 505                                          | 321                                          |

## Património
- Coreto de Montoito
- Igreja Matriz de Nossa Senhora da Assunção de Montoito
- Igreja do Espírito Santo

## Equipamentos
- Escola Primária de Montoito - construída em 1961.